# Calle Genberg
Carl "Calle" Genberg, född 4 juli 1983, är en svensk före detta fotbollsspelare.

## Karriär
Calle började spela fotboll i Laholms-klubben Ränneslövs GIF och fick vid tonåren ett erbjudande från Halmstads BK som han tackade ja till. Men sejouren var kort och han återvände 1 år senare till Laholm, men denna gången var det för A-lags-spel Laholms FK.
2005 gick han till Ängelholms FF, men det blev ont om matcher ända tills säsongen 2007 i Division 1 Södra, då han gjorde 13 mål på 18 matcher och var en av de största anledningarna till att Ängelholms FF tog klivet upp i Superettan. I och med framgångarna den gångna säsongen skrev Landskrona BoIS kontrakt med Calle Genberg strax innan julen 2007. Säsongen 2008 i Superettan spelade han 19 A-lagsmatcher men gjorde bara 2 mål, och på hösten 2008 slet han av korsbandet, vilket höll honom borta för spel hela säsongen 2009.
Inför säsongen 2010 var Calle Genberg åter tillbaka för A-lagsspel. Samma år började han spela i klubben IS Halmia som forward. Säsongen 2013 blev han trea i division 1 Södras skytteliga med 13 mål.
Inför säsongen 2014 skrev han på för division 3-klubben Borstahusens BK. Under säsongen 2015 var Genberg spelande assisterande tränare i Hittarps IK.
Inför säsongen 2016 återvände Genberg till moderklubben Ränneslövs GIF. Han gjorde sex mål på 13 matcher i Division 6 2016.